# Северна тупая
Северните тупаи (Tupaia belangeri) са вид дребни бозайници от семейство Същински тупаи (Tupaiidae).
Разпространени са в горите на Индокитай и съседните области на Китай. Достигат на дължина 16-32 cm, а масата им е около 200 g. Хранят се главно с червеи и членестоноги.